# Christian Gerhaher
Christian Gerhaher (Straubing, 24 luglio 1969) è un baritono tedesco, noto soprattutto come interprete wagneriano e cantante di lieder.

## Biografia
Christian Gerhaher ha studiato canto all'Hochschule für Musik und Theater München, per poi perfezionarsi in master class impartiti da Dietrich Fischer-Dieskau, Elisabeth Schwarzkopf ed Inge Borkh. Ha intrapreso la carriera operistica cantando al Teatro dell'Opera di Würzburg tra il 1998 e il 2000, cantando in Così fan tutte, Il franco cacciatore e interpretando Papageno ne Il flauto magico; è proprio in questo ruolo che ha fatto il suo esordio al Festival di Salisburgo nel 2006.
Nel 2005 ha interpretato Orfeo nell'opera di Monteverdi al Städtische Bühnen Frankfurt, dove nel 2007 ha cantato per la prima volta il ruolo di Wolfram in Tannhäuser. Questa parte si è rivelata uno dei suoi maggiori successi e Gerhaher l'ha interpretata nuovamente a Berlino, Vienna, Monaco, Madrid e al suo debutto alla Royal Opera House nel 2010, vincendo il Premio Laurence Olivier per l'eccellenza nell'opera.
Gerhaher è inoltre un prolifico e apprezzato cantante di lieder e dai tempi dell'università ha stretto un proficuo sodalizio artistico con il pianista Gerold Huber. In questa veste ha cantato diverse opere di Schubert, tra cui Winterreise, Die schöne Müllerin, Schwanengesang e Gesänge des Harfners. Nel 2006 il duo ha vinto il Gramophone Classical Music Awards per l'album Abendilder, interamento dedicato a Schubert. Inoltre, ha vinto due International Opera Awards, rispettivamente nel 2013 per il miglior album di un recital (Romantic Arias) e nel 2015 per il miglior cantante.

## Repertorio (parziale)
| Ruolo                   | Titolo               | Autore     |
| ----------------------- | -------------------- | ---------- |
| Wozzeck                 | Wozzeck              | Berg       |
| Pelléas                 | Pelléas et Mélisande | Debussy    |
| Caronte                 | Orlando Paladino     | Haydn      |
| Orfeo                   | L'Orfeo              | Monteverdi |
| Papageno                | Die Zauberflöte      | Mozart     |
| Don Giovanni            | Don Giovanni         | Mozart     |
| Conte d'Almaviva Figaro | Le nozze di Figaro   | Mozart     |
| Lear                    | Lear                 | Reimann    |
| Gabriel von Eisentstein | Il pipistrello       | Strauss    |
| Giorgio Germont         | La traviata          | Verdi      |
| Simon Boccanegra        | Simon Boccanegra     | Verdi      |
| Rodrigo                 | Don Carlo            | Verdi      |
| Amfortas                | Parsifal             | Wagner     |
| Wolfram von Eschenbach  | Tannhäuser           | Wagner     |